# Vukovac
Vukovac (en serbe cyrillique : Вуковац) est un village de Serbie situé dans la municipalité de Žagubica, district de Braničevo. Au recensement de 2011, il comptait 389 habitants.

## Démographie

### Évolution historique de la population
| 1948 | 1953 | 1961 | 1971 | 1981 | 1991 | 2002 | 2011 |
| ---- | ---- | ---- | ---- | ---- | ---- | ---- | ---- |
| 848  | 851  | 823  | 734  | 645  | 567  | 492  | 389  |

|  |